# Łarisa Kuklina
Łarisa Grigorjewna Kuklina (ur. 12 grudnia 1990 w Łabytnangach) – rosyjska biathlonistka, złota medalistka Mistrzostw Świata Juniorów w sztafecie.
Po raz pierwszy na arenie międzynarodowej pojawiła się w 2019 roku, kiedy wystąpiła w sztafecie w Pucharze Świata w Oberhofie. Sztafeta rosyjska zajęła tam 1. miejsce.

## Osiągnięcia

### Mistrzostwa świata
| Rok  | Miejscowość | Konkurencje | Konkurencje | Konkurencje | Konkurencje | Konkurencje | Konkurencje | Konkurencje |
| Rok  | Miejscowość | IN          | SP          | PU          | MS          | RL          | MR          | SR          |
| ---- | ----------- | ----------- | ----------- | ----------- | ----------- | ----------- | ----------- | ----------- |
| 2019 | Östersund   | 16.         | –           | –           | –           | –           | –           | –           |
| 2020 | Anterselva  | 23.         | 48.         | 23.         | –           | 8.          | –           | 7.          |
| 2021 | Pokljuka    | 14.         | –           | –           | –           | –           | –           | –           |

### Mistrzostwa świata juniorów
| Rok  | Miejscowość | Konkurencje | Konkurencje | Konkurencje | Konkurencje | Konkurencje | Konkurencje | Konkurencje |
| Rok  | Miejscowość | IN          | SP          | PU          | MS          | RL          | MR          | SR          |
| ---- | ----------- | ----------- | ----------- | ----------- | ----------- | ----------- | ----------- | ----------- |
| 2010 | Torsby      | 5.          | 8.          | 5.          | nd.         | 1.          | nd.         | nd.         |

### Puchar Świata

#### Miejsca w klasyfikacji generalnej
| Sezon     | Miejsce |
| --------- | ------- |
| 2018/2019 | 62.     |
| 2019/2020 | 21.     |
| 2020/2021 | 38.     |
| 2021/2022 | 88.     |

#### Miejsca na podium w zawodach sztafetowych Pucharu Świata chronologicznie
| Lp. | Dzień       | Rok  | Miejscowość | Konkurencja       | Lokata | Pudła | Czas biegu | Strata | Zwycięzca |
| --- | ----------- | ---- | ----------- | ----------------- | ------ | ----- | ---------- | ------ | --------- |
| 1.  | 13 stycznia | 2019 | Oberhof     | Sztafeta 4 × 6 km | 1.     | 0+8   | 1:18:46,3  | –      | Rosja     |